# Gashikanwa
Gashikanwa är en kommun i Burundi. Den ligger i provinsen Ngozi, i den norra delen av landet, 80 kilometer nordost om Burundis största stad Bujumbura.